# Alexander Ecker

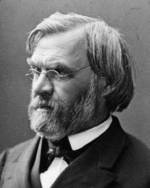
Alexander Ecker

Johann Alexander Ecker (* 10. Juli 1816 in Freiburg im Breisgau; † 20. Mai 1887 ebenda) war ein deutscher Anatom und führender Anthropologe seiner Zeit.

## Leben

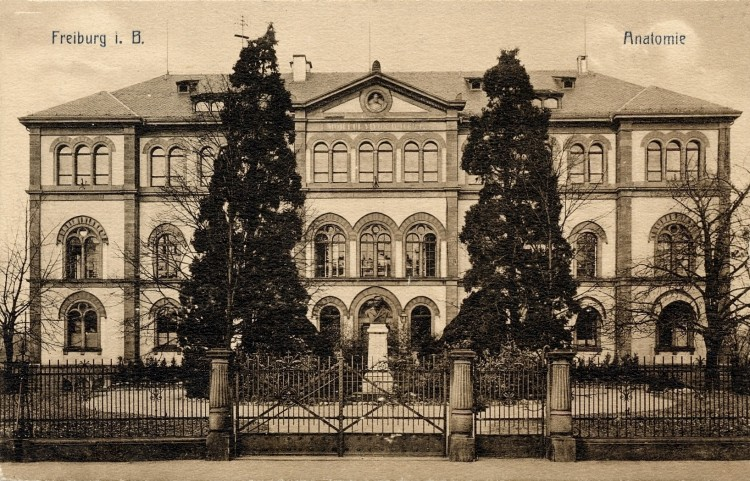
Das 1867 eingeweihte, 1944 zerstörte Gebäude des Anatomischen Instituts der Universität Freiburg, Albertstraße 17, um 1910. Mit dem Ecker-Denkmal (1890) im Vordergrund.

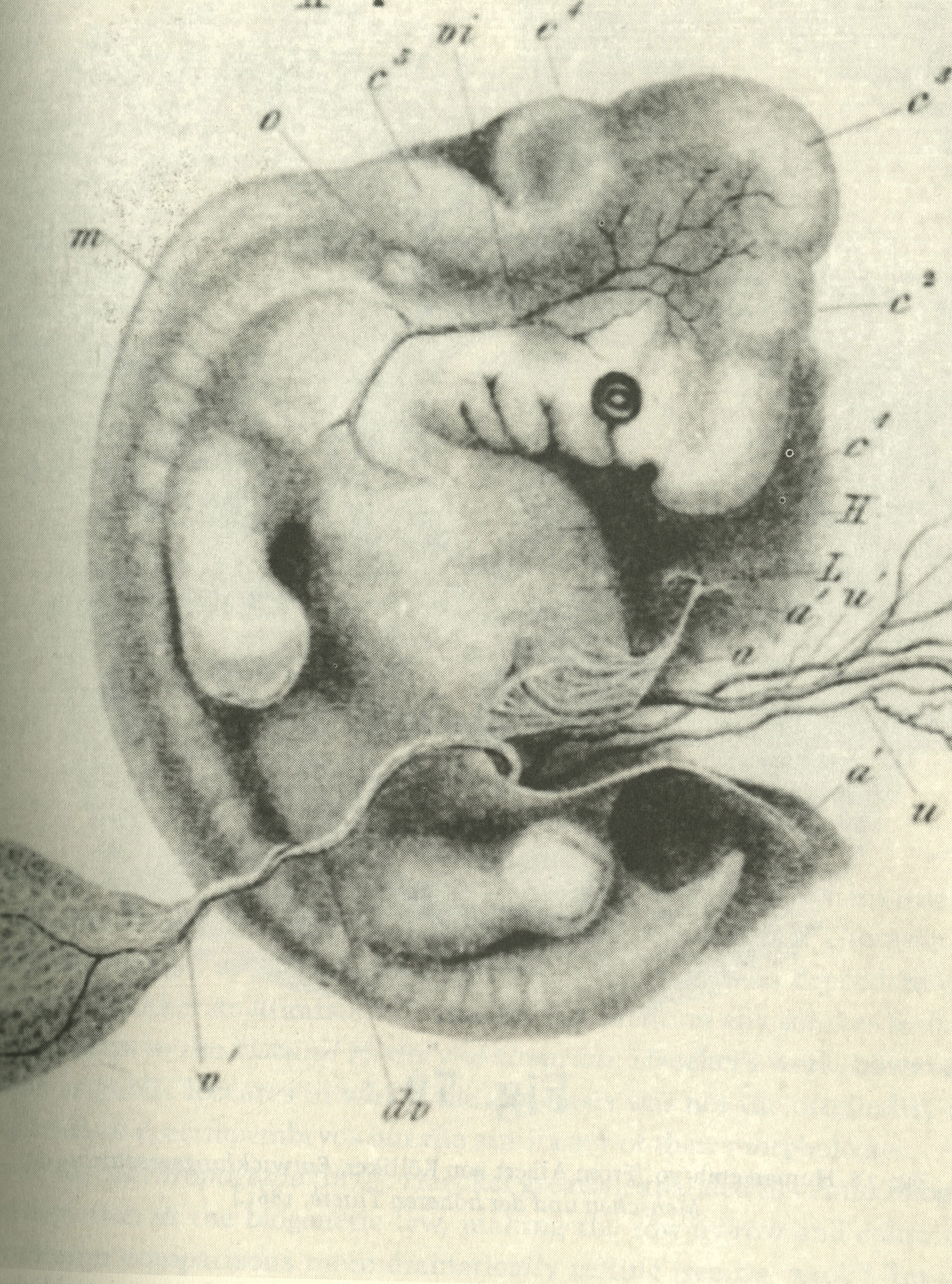
Menschlicher Embryo, aus: Icones physiologicae, 1851–1859

Seine Eltern waren Johann Matthias Alexander Ritter von Ecker (1766–1829), Professor der Chirurgie und Geburtshilfe an der Universität Freiburg im Breisgau, und Anna von Mederer, Tochter des k. k. obersten Feldarztes Matthäus von Mederer. Alexander Ecker schloss 1837 das Medizinstudium in Freiburg ab und habilitierte sich zwei Jahre später. 1840 wurde er Prosektor in Freiburg, ein Jahr darauf Privatdozent in Heidelberg, um 1844 eine ordentliche Professur in Basel anzutreten. 1850 wurde er wiederum nach Freiburg auf den Lehrstuhl für Zoologie, Physiologie und Anatomie berufen. Die Physiologie und Zoologie gab er 1857 im Zuge einer Umordnung der Lehrstühle ab. In den ersten zehn Jahren seines Ordinariats in Freiburg versuchte Ecker in wiederholten Eingaben, die Arbeitsbedingungen der ihm unterstellten Institute zu verbessern. Schließlich wurde 1865 per Ministerialerlass der Neubau des Anatomischen Instituts genehmigt. Die feierliche Einweihung, bei der Ecker die Festrede hielt, fand 1867 statt.
1861 wurde Alexander Ecker zum Hofrat ernannt. Er gehörte 1870 zu den Mitbegründern der „Akademischen Gesellschaft“ in Freiburg. 1883 wurde Ecker emeritiert, Robert Wiedersheim wurde sein Nachfolger. Mit Lorenz Oken (1779–1851) verband ihn eine Freundschaft. Seine einzige überlebende Tochter Anna heiratete den späteren Oberst und Militärschriftsteller Camill Schaible.

## Wissenschaftliche Leistungen
Bekanntheit erlangten seine Arbeiten zur Embryonalentwicklung bei Mensch und Tier sowie empirische Studien zur Physiologie und Pathologie. Von Alexander Ecker stammt die noch heute gültige Nomenklatur der Windungen und Lappen der Großhirnrinde beim Menschen, die er 1869 in einer Monografie vorstellte. Einige seiner anatomischen Studien und Zeichnungen fanden u. a. Eingang in Publikationen von Charles Darwin. Neben der Medizin und Anatomie erstreckte sich Eckers wissenschaftliche Tätigkeit ebenfalls auf die Fachbereiche Ur- und Frühgeschichte, prähistorische Anthropologie und Ethnologie.
Ecker war an Grabungen in der Gegend des Kaiserstuhls beteiligt, hier erforschte er den Typus der Reihengräber. Der vielseitige Wissenschaftler und Begründer einer eigenen anthropologischen Sammlung hinterließ Freiburg einen umfangreichen Nachlass, der den Grundstock des Völkerkundemuseums und des Museums für Ur- und Frühgeschichte bildete und zu der auch eine umstrittene Schädelsammlung, die 1600 Exponate umfassende Alexander-Ecker-Sammlung, gehört. Diese Sammlung wird heute im Freiburger Universitätsarchiv verwahrt. Die Schädel stammten aus archäologischen Grabungen und von Forschungsreisen, u. a. seines Schülers Theodor Bilharz. Aufgrund einer Vergleichssammlung erschien 1865 sein Werk „Crania Germaniae meridionalis occidentalis Beschreibung und Abbildung von Schädeln früher und heutiger Bewohner des südwestlichen Deutschlands und insbesondere des Großherzogtums Baden“. Die darin vorgestellte Definition des so genannten „Reihengräbertypus“ nahmen nachfolgende Anthropologen als Basis für die typologische Einteilung der „Nordischen Rasse“.

## Ehrungen

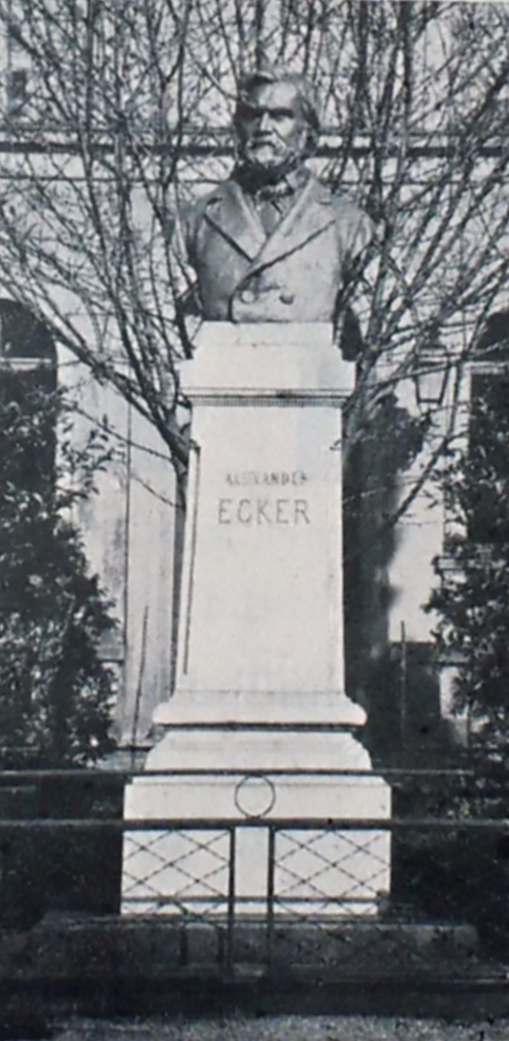
Ecker-Denkmal in Freiburg, um 1898

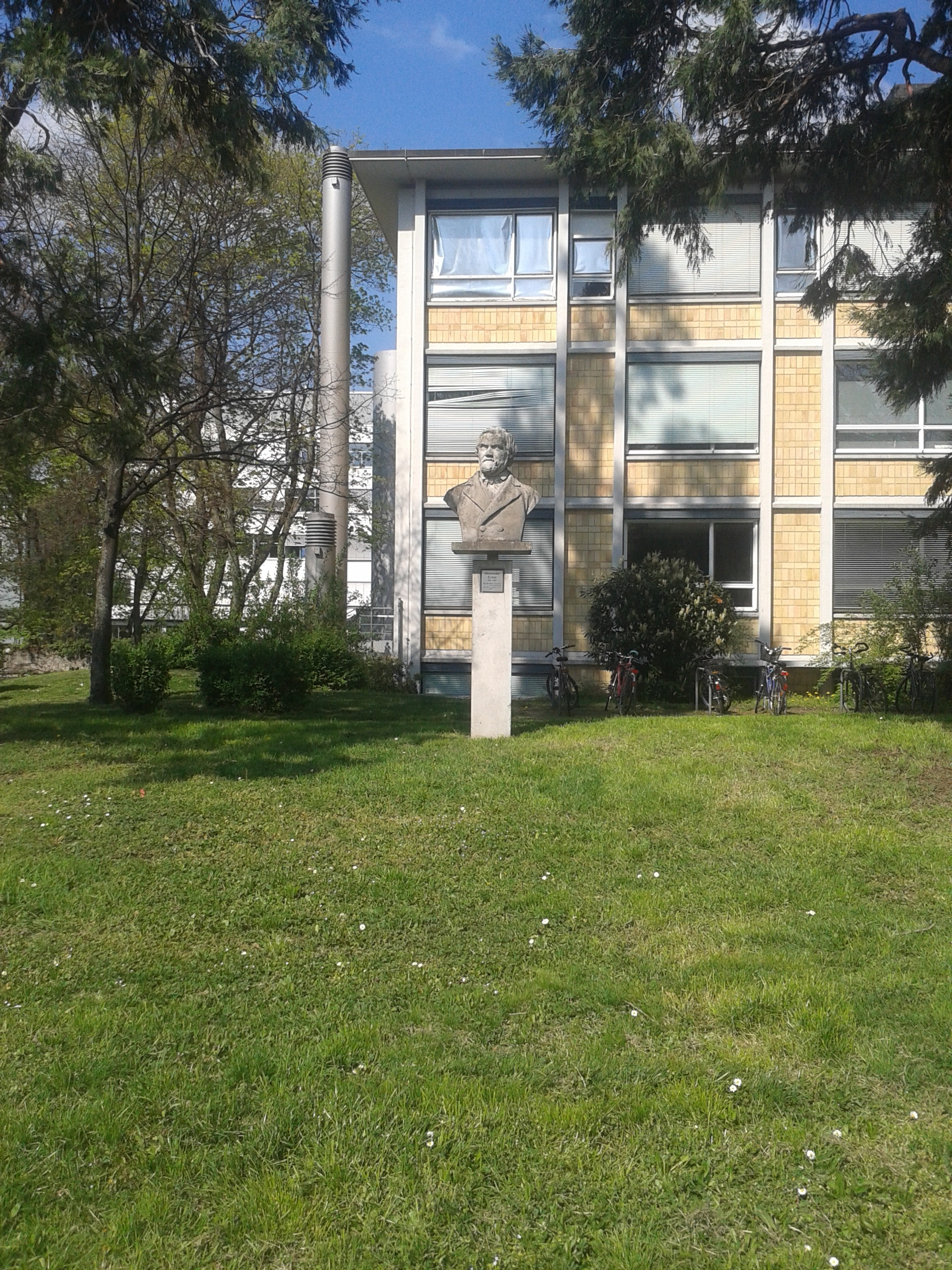
Das Ecker-Denkmal vor dem heutigen Institutsgebäude (2019)

Im Jahr 1876 erhielt er die Cothenius-Medaille. 1863 wurde er sowohl zum korrespondierenden Mitglied der Göttinger Akademie der Wissenschaften  als auch der Bayerischen Akademie der Wissenschaften und 1880 zum Mitglied der Leopoldina gewählt.
Hermann Volz schuf die Form für ein Ecker-Denkmal, das im Juli 1890 in Freiburg vor dem Gebäude des Anatomischen Instituts errichtet wurde. Der Unterbau wurde vom Karlsruher Bildhauer Fidel Binz gefertigt. Bis 1968 und dann wieder von Ende 1996 bis in die jüngste Gegenwart befand sich ein Kunststeinabguss der Büste, allerdings ohne ihren alten Steinsockel, vor dem in den 1950er Jahren an Stelle des kriegszerstörten Gebäudes errichteten Institut. Die Originalbüste erlitt beim Fliegerangriff auf die Anatomie vom 14. April 1917 erhebliche Schäden und musste ersetzt werden. Nachdem die Büste 2020 im Rahmen einer antirassistischen Black-Lives-Matter-Aktion mit Farbe besprüht und anschließend zu Renovierungsarbeiten abgenommen worden war, wurden Forderungen laut, sie entweder kritisch kommentiert oder gar nicht mehr aufzustellen.
In Freiburg war von 1889 bis 2017 eine Straße nach Ecker benannt. Im November 2017 beschloss der Gemeinderat Freiburg, die Eckerstraße „aufgrund seiner problematischen Vorreiterrolle als völkischer Rassenideologe“ in Ernst-Zermelo-Straße umzubenennen.

## Veröffentlichungen (Auswahl)
- Zur Lehre vom Bau und Leben der contractilen Substanz der niedersten Thiere. 1848 doi:10.5962/bhl.title.11653
- Anatomische Beschreibung des Gehirns vom karpfenartigen Nil-Hecht Mormyrus cyprinoides L. L. Voss, Leipzig 1854. doi:10.5962/bhl.title.12615
- Untersuchungen zur Ichthyologie angestellt in der Physiologischen und Vergleichend-Anatomischen anstalt der Universitat Freiburg nebst einer Geschichte und Beschreibung dieser Institute. Freiburg 1857. doi:10.5962/bhl.title.12350
- mit Robert Wiedersheim:  Die Anatomie des Frosches. F. Vieweg und Sohn, Braunschweig 1864–1882 doi:10.5962/bhl.title.5512, online; 2. Auflage, F. Vieweg und Sohn, Braunschweig 1887 doi:10.5962/bhl.title.5515; 3. Auflage, F. Vieweg, Braunschweig 1896 doi:10.5962/bhl.title.5511 doi:10.5962/bhl.title.10095.
- Die Hirnwindungen des Menschen: nach eigenen Untersuchungen; insbesondere über die Entwicklung derselben beim Fötus und mit Rücksicht auf das Bedürfnis der Ärzte. Vieweg [u. a.] Braunschweig 1869
- Hundert Jahre einer Freiburger Professoren-Familie. Biographische Aufzeichnungen, Mohr, Freiburg i. Br. 1886 Digitalisat